# Worshipful Company of Fishmongers

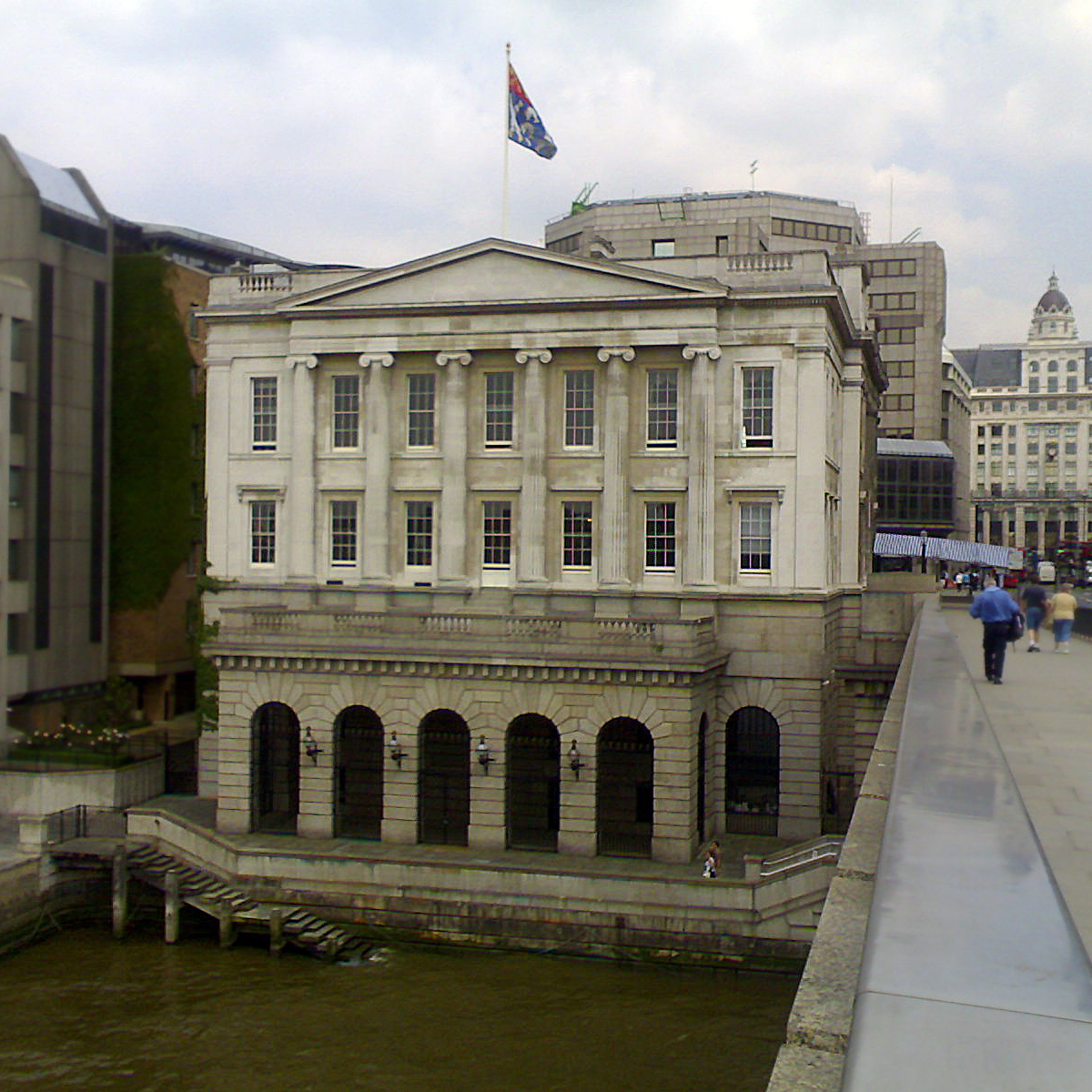
Fishmongers’ Hall

Die Worshipful Company of Fishmongers (auch kurz: Fishmongers’ Company) ist die Livery Company der Fischhändler der City of London. Die Vereinigung existiert seit 1272.
Sitz der Fishmongers’ Company ist die Fishmongers’ Hall am Nordufer der Themse an der London Bridge.
In der Rangfolge der Londoner Livery Companies steht sie an vierter Stelle. Ihr Wahlspruch ist All Worship Be Unto God Alone (etwa „Alle Anbetung nur zu Gott“).
Der Gildenmeister (Prime Warden) 2015/16 ist Michael McLaren.